# Zbigniew Janowski
Zbigniew Tadeusz Janowski (ur. 4 października 1955 w Przemyślu) – polski polityk, działacz związkowy, poseł na Sejm I, II, III i IV kadencji.

## Życiorys
W 1979 ukończył studia na Wydziale Elektrycznym Politechniki Rzeszowskiej, specjalizując się w przetwarzaniu i użytkowaniu energii elektrycznej. Działał wówczas w Socjalistycznym Związku Studentów Polskich. Od 1979 pracował w Chełmskim Przedsiębiorstwie Budowlanym. W latach 80. zajął się działalnością związkową. Od 1984 do 1986 był przewodniczącym Wojewódzkiego Porozumienia Związków Zawodowych w Chełmie. Od 1986 zasiadał w Komitecie Wojewódzkim Polskiej Zjednoczonej Partii Robotniczej. Uczestniczył w obradach Okrągłego Stołu jako współprzewodniczący obrad podzespołu do spraw polityki mieszkaniowej. W 1990 założył Fundację „Wszystko dla Dzieci”, której został prezesem. Od 1991 nieprzerwanie kieruje Związkiem Zawodowym „Budowlani”, organizacją związaną z Sojuszem Lewicy Demokratycznej i zrzeszoną w OPZZ.
Z ramienia SLD od 1991 do 2005 pełnił funkcję posła na Sejm I, II, III i IV kadencji (w 2001 został wybrany z okręgu chełmskiego). W czasie ostatniej z nich stał na czele Rady Ochrony Pracy przy Sejmie RP. W 1996 wstąpił do Ochotniczej Straży Pożarnej, w 1997 do Towarzystwa Zapobiegania Narkomanii, a w 1999 do partii SLD. W 2004 bez powodzenia kandydował do Parlamentu Europejskiego. W wyborach parlamentarnych w 2005 nie uzyskał ponownie mandatu.
W 2007 ukończył studia podyplomowe w Wyższej Szkole Przedsiębiorczości i Zarządzania im. Leona Koźmińskiego w Warszawie.

## Odznaczenia i wyróżnienia
- 1987 – Srebrny Krzyż Zasługi
- 1993 – Honorowa Odznaka „Zasłużony dla Towarzystwa Zapobiegania Narkomanii”
- 1995 – Honorowa Odznaka „Zasłużony dla Związku Zawodowego „Budowlani”
- 1997 – Medal Za Zasługi dla OPZZ
- 1998 – Honorowa Odznaka Za Zasługi dla Ochrony Pracy
- 2001 – Odznaka honorowa „Za Zasługi dla Związku Kombatantów RP i Byłych Więźniów Politycznych”
- 2001 – Nagroda im. Haliny Krahelskiej za wybitne osiągnięcia w dziedzinie ochrony człowieka w procesie pracy
- 2002 – Order Uśmiechu
- 2002 – Odznaka honorowa „Za zasługi dla budownictwa”
- 2002 – Medal Komisji Edukacji Narodowej
- 2002 – Złota Odznaka Honorowa Za Szczególne Zasługi dla Polskiego Związku Emerytów Rencistów i Inwalidów
- 2003 – Medal „Serce za Serce”
- 2003 – Medal Wielki Orderu Uśmiechu
- 2004 – Medal im. dr. Henryka Jordana
- 2005 – Odznaka Honorowa za Zasługi dla Ochrony Pracy
- 2005 – Krzyż Kawalerski Orderu Odrodzenia Polski[2]
- 2011 – Krzyż Oficerski Orderu Odrodzenia Polski[3]